# スバチュス
スバチュス（リトアニア語: Subačius）はリトアニアの都市。クピシュキスの西14 km、ヴィエシンタ川 (Viešinta) 沿いに位置する。

## 人口
- 1901年 - 750人
- 1970年 - 1,389人
- 1979年 - 1,361人
- 1981年 - 1,500人
- 1985年 - 1,500人
- 1989年 - 1,369人
- 2001年 - 1,180人
- 2012年 - 1,081人